# 리스본 마루
리스본 마루(りすぼん丸)는 요코하마시에서 1920년에 일본의 해운 회사를 위해 건조된 화객선이다. 제2차 세계 대전 중 이 선박은 일본군에 의해 징발되어 무장 군용 수송선으로 사용되었다. 리스본 마루는 마지막 항해에서 홍콩과 일본 사이를 포로들을 수송하는 데 사용되던 중 1942년 10월 1일 잠수함 USS 그루퍼에 의해 어뢰 공격을 받아 침몰했다. 침몰 시 800명 이상의 영국인 포로가 익사하거나 침몰하는 배에서 탈출하려다 일본군에 의해 총에 맞아 사망했다. 약 380명의 영국군 포로는 인근 중국인 어부들에 의해 구조되었으나 곧 일본군에게 다시 붙잡혔다.

## 건조 및 상업 서비스
리스본 마루는 1920년 7월 8일 일본 요코하마시에 있는 요코하마 조선소에서 70번 건조 번호로 완성되었으며, 주요 일본 해운 회사인 일본우선에 취역하여 도쿄도 항구에 등록되었다.
선박은 길이 445 피트 (135.6 미터), 폭 58 ft (17.7 m), 깊이 34 ft (10.4 m)였다. GRT는 7,053 GRT, 순 등록 톤수는 4,308톤이었다. 2개의 추진기는 총 632 nhp의 3단 팽창 증기 기관 2개로 구동되었으며, 12kn의 운항 속도를 냈다. 엔진과 4개의 보일러는 조선소에서 제작되었다.

## 침몰 및 구조
마지막 항해에서 리스본 마루는 1941년 12월 홍콩 전투 이후 붙잡힌 700명의 일본군 병력과 1,816명의 영국군 포로를 태우고 있었다. 포로들은 "끔찍한 상태로... [그들은] 선창 바닥에 ... 위층에 있는 아픈 병사들의 설사에 젖어" 있었다.
1942년 10월 1일, 선박은 동중국해를 항해하던 중 잠수함 USS Grouper에 의해 어뢰 공격을 받았다. 일본군은 배에서 대피했지만 포로들은 그렇지 않았다. 대신 그들 위로 해치가 덮였고 그들은 기울어진 배에 남겨졌다. 24시간 후, 배가 침몰하고 있다는 것이 명백해지자 포로들은 해치 덮개를 뚫을 수 있었다. 일부는 배가 침몰하기 전에 탈출할 수 있었다. 선창 중 한 곳에서 갑판으로 이어지는 사다리가 고장나서 선창에 있던 왕립 포병대 포로들은 탈출할 수 없었다. 그들은 마지막으로 "It's a Long Way to Tipperary"를 부르는 소리가 들렸다. 생존자들은 일본 경비병들이 갑판에 도착한 포로들에게 먼저 총을 쏘았고, 다른 일본 함선들은 물에 있는 포로들에게 기관총을 사용하여 총을 쏘았다고 보고했다. 그러나 나중에 일부 중국 어부들이 생존자들을 구조하기 시작하자 일본 함선들도 생존자들을 구조했다.
침몰은 칭방과 먀오쯔후 섬에 가까운 저우산 군도 근처에서 발생했다. 난파선에서 검은 연기와 잔해를 발견한 이 섬의 어부들은 자발적으로 생존자들을 구조하기 위해 배를 타고 나섰고, 총 384명의 포로를 구했다. 더 많은 어선들이 난파선 현장에 접근하자, 물에 있는 영국군 포로들에게 총을 쏘고 있던 일본 함선들도 생존자들을 태우기 시작했다. 중국 어부들에 의해 구조된 384명의 영국군 포로들은 섬에 있는 그들의 집과 사찰로 옮겨져 음식과 의류를 제공받았다. 3일 후, 일본 포함들이 이 섬들에 상륙하여 그들 중 381명을 다시 붙잡았고, 3명은 현지 주민들에게 숨겨져 보호받았다. 이 세 명, J. C. 팔라스, W. C. 존스턴, A. J. W. 에반스는 결국 1943년 초 중국의 전시 수도인 충칭시를 거쳐 영국으로 돌아갔다.
이 남자들 중 800명 이상은 침몰의 직접적인 결과로 사망했거나, 난파선에서 헤엄쳐 도망치던 중 일본 경비병들에게 총에 맞거나 다른 방식으로 살해당했다. 이 배는 연합군에게 승객의 특성을 알리기 위해 표시되지 않았다.

## 여파
리스본 마루 기념비는 홍콩의 성 스테판 칼리지 예배당에 위치해 있다. 이 기념비는 원래 스탠리 요새에 있었으나, 홍콩의 주권 변화에 따라 성 스테판 칼리지로 옮겨졌다.
리스본 마루 생존자 재회 모임이 2007년 10월 2일 HMS 벨파스트호에서 그들의 탈출 65주년을 기념하기 위해 열렸다. 6명의 전직 포로가 참석했으며, 많은 탈출자 가족들도 함께했다.
2021년에는 스태퍼드셔의 국립 기념 수목원에 리스본 마루 기념비가 세워졌고, 600명 이상의 가족과 군인들이 참석하여 사망자들을 추모했다.
2025년에는 상하이 남동쪽 칭방 섬에 기념비가 공개될 예정이다. 이는 영국인 포로 중 한 명의 후손이 중국 시진핑 주석에게 직접 편지를 써서 생존자들을 구하는 데 도움을 준 현지 어부들을 기리고자 한 결과이다.

## 대중문화
영국의 전자 음악 밴드 퍽 버튼스의 앨범 Tarot Sport에는 "The Lisbon Maru"라는 곡이 수록되어 있다. 밴드 멤버 벤자민 존 파워의 할아버지가 이 배의 어뢰 공격에서 살아남았다. 톰 히콕스의 앨범 War, Peace and Diplomacy에는 "The Lisbon Maru"라는 곡이 수록되어 있으며, 이 곡에서는 침몰 생존자가 바텐더에게 자신의 이야기를 들려준다.
팡 리가 제작하고 감독한 다큐멘터리 영화 더 싱킹 오브 더 리스본 마루는 2024년 9월 중국 본토에서 개봉되었으며, 이 비극으로 피해를 입은 가족들의 이야기를 다루고 중국 어부들에 의한 영국군 포로 구조를 조명한다.

## 같이 보기
- 잠수함에 의해 침몰된 선박 목록 (사망자 수 기준)
- 아와마루
- SS 카프 아르코나
- 라코니아 사건

## 추가 자료
- 메이저 (예비역) 브라이언 핀치, MCIL, "리스본 마루 사건의 충실한 기록" (중국어 번역 및 추가 자료) 프로버스 홍콩 출판, 로얄 아시아 사회 홍콩 연구 시리즈, 2017. ISBN 978-9888228874, 978-9888491018
- Tony Banham (2006). 《The Sinking of the Lisbon Maru: Britain's Forgotten Wartime Tragedy》. Hong Kong University Press. ISBN 978-9622097711.